# B.B. King
Riley B. King (n. 16 septembrie 1925, Itta Bena, Berclair, statul Mississippi, Statele Unite ale Americii – d. 14 mai 2015, Las Vegas), cunoscut mai mult ca B.B. King, a fost un cântăreț, compozitor și multi-instrumentist de origine afro-americană. B.B. King a început să înregistreze muzică în anul 1940 și a lansat de-a lungul timpului peste 50 de materiale discografice, majoritatea fiind albume de muzică blues.
În tinerețe, King obișnuia să cânte la colțurile străzilor pentru a primi bani de la trecători. În 1947 el a plecat în Memphis, unde a pus bazele carierei sale profesioniste, iar un an mai târziu el a debutat la o emisiune radio locală. Odată cu dobândirea celebrității, King a primit pseudonimul Beale Street Blues Boy, care a fost scurtat la Blues Boy King, iar în cele din urmă a devenit B.B. King.
Continuându-și cariera muzicală, King a devenit celebru în America de Nord la finele anilor 1960, în 1969 fiind ales de membrii formației Rolling Stones să deschidă câteva dintre concertele lor. În 1970 interpretul a primit premiul Grammy pentru discul single „The Thrill is Gone, care a fost inclus pe lista celor mai bune 500 de piese ale tuturor timpurilor alcătuită de Rolling Stone, pe locul 183. În anii 1980, numele lui King a fost inclus în Rock and Roll Hall of Fame și Blues Foundation Hall of Fame, iar în 1987 a primit un premiu Grammy pentru întreaga sa activitate.
În următorul deceniu, interpretul a colaborat cu formații și muzicieni de renume precum U2, Eric Clapton, Dr. John, Koko Taylor și Bo Diddley. În anul 2006, având 81 de ani, B.B King și-a anunțat retragerea prin intermediul unui turneu de adio, pe parcursul căruia a fost însoțit de chitaristul Gary Moore.
În cei 62 de ani de activitate, B.B King a susținut peste 15.000 de concerte pe plan internațional, clasându-se pe poziția cu numărul trei în clasamentul celor mai buni chitariști din istoria modernă, ierarhie întocmită de revista Rolling Stone. Răsplata prestației muzicale de calitate a lui B.B. King este reprezentată de cele 14 premii Grammy câștigate, dar și de numeroasele distincții primite din partea instituțiilor naționale din S.U.A..

## Discografie
- Singin' the Blues (1956)[21]
- The Blues (1958)
- B.B. King Wails (1959)
- King of the Blues (1960)
- Sings Spirituals (1960)
- The Great B.B. King (1960)
- My Kind of Blues (1961)
- Blues For Me (1961)
- Blues in My Heart (1962)
- Easy Listening Blues (1962)
- B.B. King (1963)
- Mr. Blues (1963)
- Confessin' the Blues (1966)
- Blues on Top of Blues (1968)
- Lucille (1968)
- Live & Well (1969)
- Completely Well (1969)
- Indianola Mississippi Seeds (1970)
- B.B. King in London (1971)
- L.A. Midnight (1972)
- Guess Who (1972)
- To Know You Is to Love You (1973)
- Friends (1974)
- King Size (1977)
- Midnight Believer (1978)
- Take It Home (1979)
- There Must Be a Better World Somewhere (1981)
- Love Me Tender (1982)
- Blues 'N' Jazz (1983)
- Six Silver Strings (1985)
- King of the Blues: 1989 (1988)
- There Is Always One More Time (1991)
- Blues Summit (1993)
- Lucille & Friends (1995)
- Deuces Wild (1997)
- Blues on the Bayou (1998)
- Let the Good Times Roll (1999)
- Makin' Love Is Good for You (2000)
- Riding with the King (2000, with Eric Clapton)
- A Christmas Celebration of Hope (2001)
- Reflections (2003)
- B.B. King & Friends: 80 (2005)
- One Kind Favor (2008)

## Galerie foto

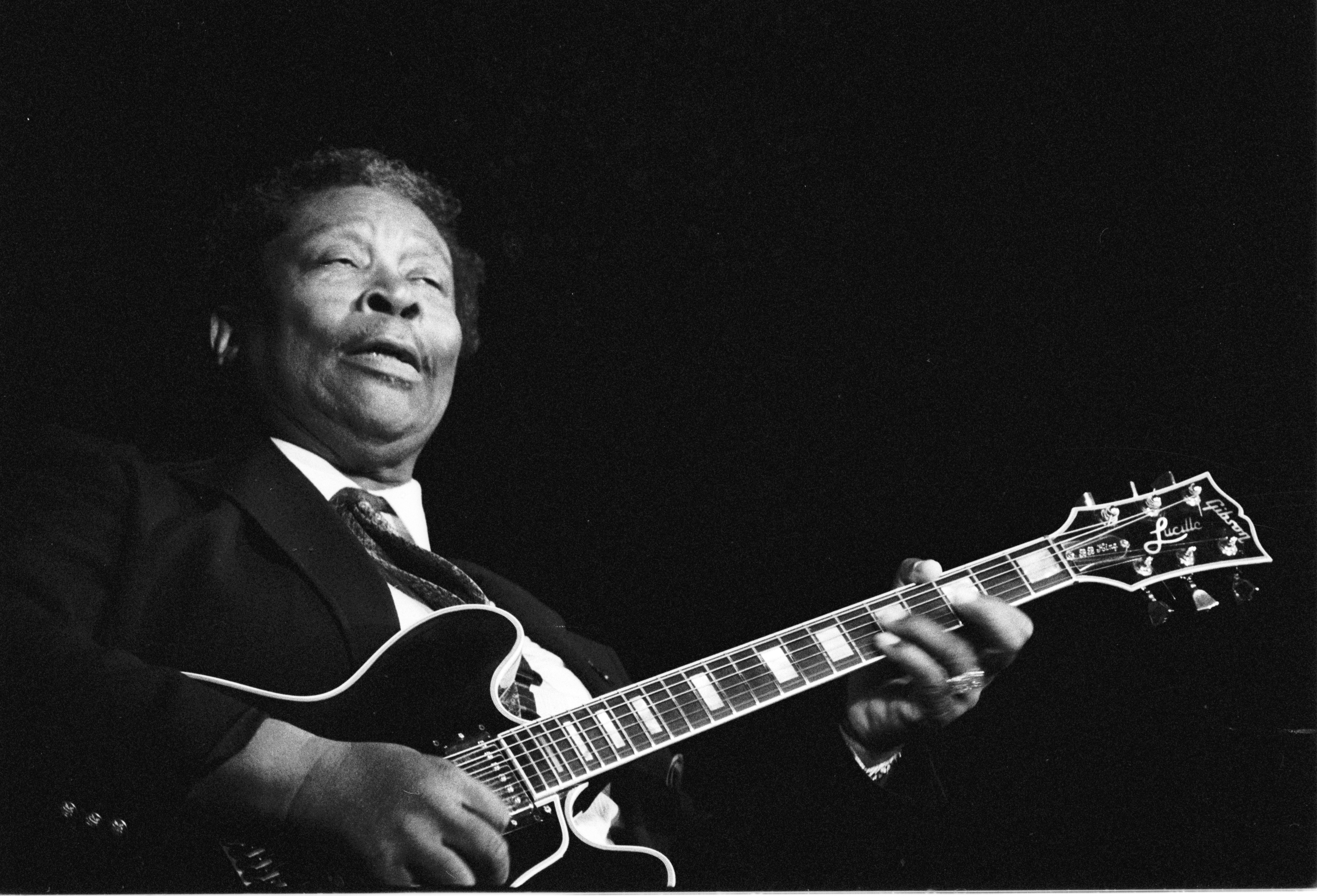
B.B. King la un concert susţinut în Franţa în 1989
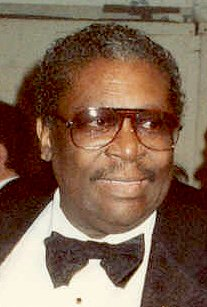
B.B. King la Premiile Grammy din 1990
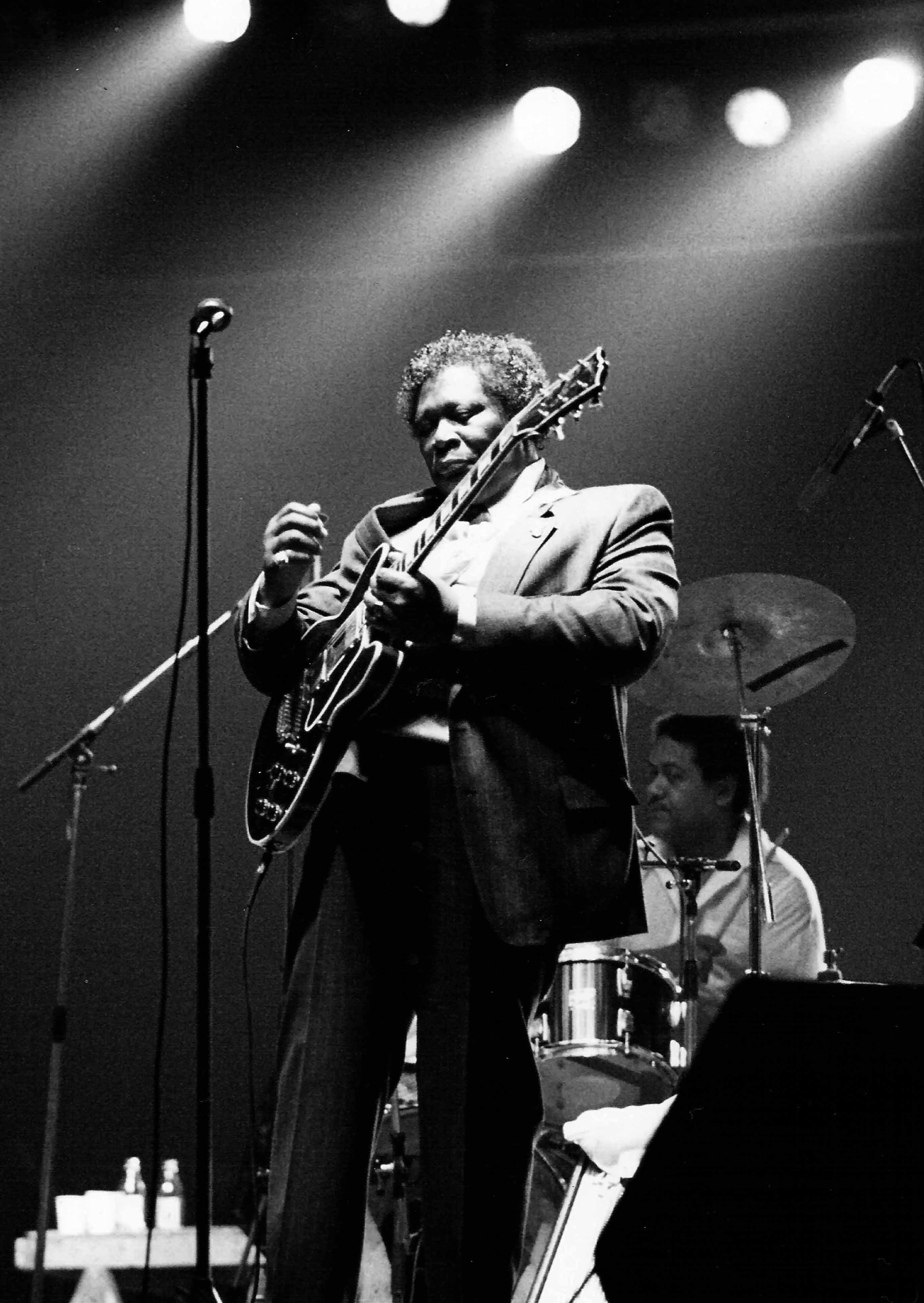
B.B. King impreună cu renumita sa chitară, Lucille.

### Varii website-uri
- en www.bbking.com Pagina Web Oficială
- B.B. King la Internet Movie Database
- en Biografia interpretului pe site-ul All MusicGuide
- B.B. King intervievat  Pop Chronicles (1969).

### You Tube
- The Thrill Is Gone — Blues master B.B. King performs "The Thrill Is Gone" in Chicago at the 2010 Crossroads Guitar Festival
- B.B. King la Royal Albert Hall — B.B. King with Slash and Others Jam - Live Performance (Live at the Royal Albert Hall 2011)